# Ruesga
Ruesga település Spanyolországban, Kantábria autonóm közösségben. Ruesga Arredondo, Riotuerto, Entrambasaguas, Solórzano, Voto, Ampuero, Rasines, Ramales de la Victoria, Soba, San Roque de Riomiera és Miera községekkel határos. Lakosainak száma 829 fő (2024).

## Népesség
A település népessége az elmúlt években az alábbi módon változott:
| Lakosok száma | 1213 | 1136 | 1129 | 1060 | 981  | 932  | 870  | 839  | 815  | 829  |
|               | 2001 | 2004 | 2007 | 2009 | 2012 | 2014 | 2017 | 2019 | 2022 | 2024 |